# Кошелёво (Свердловский район)
Кошелёво — деревня в Свердловском районе Орловской области. Административный центр Кошелёвского сельского поселения.

## География
Деревня находится на берегу реки Рыбница, на расстоянии 12 км к юго-западу от посёлка городского типа Змиёвка, административного центра района, и 38 км к юго-востоку от города Орёл, административного центра области.

### Часовой пояс
Деревня Кошелёво, как и вся Орловская область, находится в часовой зоне МСК (московское время). Смещение применяемого времени относительно UTC составляет +3:00.

## Население
| 2002 | 2010 |
| ---- | ---- |
| 211  | ↘163 |

## Улицы
| - ул. Горская, - ул. Заречная, - ул. Садовая, | - ул. Солнечная, - туп. Степновский, - ул. Центральная. |